# Conservatori de Sant Petersburg
El Conservatori Estatal Rimski-Kórsakov de Sant Petersburg de l'Orde de Lenin és una institució d'educació musical superior de Sant Petersburg, el primer conservatori de Rússia. Va ser fundada pel Decret Imperial del 17 (29 d'octubre), 1861 com una escola sobre la base de les classes de música de la Societat Musical Russa, oberta dos anys abans, per iniciativa del pianista, compositor i director d'orquestra Anton Rubinstein. D'acord amb l'article nº. 1 de l'estatut, l'escola de música es va establir sota el patrocini directe de la gran duquessa Helena Pavlovna. Més tard, l'escola va passar a anomenar-se Conservatori. La inauguració oficial va tenir lloc el 8 (20) de setembre de 1862.

## Història
El principal iniciador de la creació del Conservatori de Sant Petersburg i el seu primer director artístic va ser Anton Rubinstein, que també esdevingué el primer professor de piano. Entre els professors que van impartir classes al Conservatori en els primers anys de la seva existència destaquen Anton Rubinstein, Theodor Leschetizky (piano), Henryk Wieniawski, Leopold Auer (violí), Karl Davydov (violoncel), Cesare Ciardi (flauta), Ernesto Cavallini (clarinet), Nikolai Zaremba (solfeig), Giovanni Ferrero (contrabaix), Albert Zabel (arpa) i altres músics destacats.
El primer graduat del Conservatori en classe de composició va ser Piotr Ilitx Txaikovski, que es va graduar el 1865 amb una gran medalla de plata.
El 1871, Nikolai Rimsky-Korsakov va ser convidat al càrrec de professor al Departament de Teoria de la Composició i Instrumentació. La seva obra va marcar una nova etapa en la formació de la composició professional i la formació teòrica. Rimsky-Korsakov és l'autor dels primers programes de formació i llibres de text sobre teoria de l'harmonia i la composició, que no han perdut la seva rellevància fins als nostres dies. Durant els seus anys d'ensenyament al Conservatori (1871–1908), Rimski-Korsakov va formar molts músics destacats, alguns dels quals, com Anatoly Lyadov i Maximilian Steinberg, més tard es van convertir en professors del Conservatori.
El 1876, el director del conservatori era Karl Yulievich Davydov. Va veure una de les tasques més importants del conservatori, juntament amb la formació de compositors, solistes, cantants i instrumentistes, en la formació d'un gran nombre de músics culturals per a orquestres, teatres i escoles de música.
Al llarg de la direcció de Davydov, es va prestar gran atenció al desenvolupament dels requisits del currículum i dels exàmens. Els requisits per accedir i graduar-se al conservatori es van especificar amb especial cura. Sota Davydov, va entrar en vigor una nova carta, que afirmava la importància del conservatori com a institució d'educació superior.
D'acord amb la política general de K. Yu. Davydov, la recepció es va ampliar significativament. El nombre d'alumnes gairebé s'ha duplicat. També s'ha incrementat el nombre de places lliures i s'han establert tarifes reduïdes per a una sèrie d'estudiants. Al començament de la seva carrera com a director, Davydov va iniciar l'organització de la Societat per ajudar els estudiants i establir un dormitori per als estudiants necessitats.
El desig d'augmentar el nombre de músics graduats va portar a Davydov a la idea de crear una escola preparatòria. Es va aprovar el projecte d'aquesta escola, es va seleccionar la composició dels professors i es van elaborar normes especials. Tanmateix, aquest pla no es va complir a causa de la marxa de Davydov.
El motiu de la seva marxa va ser una sèrie de conflictes amb funcionaris tsaristes que reclamaven una reducció de les prestacions de matrícula dels estudiants per tal de dificultar l'accés al conservatori dels alumnes de classes no privilegiades. En desacord amb la direcció, K. Yu. Davydov va presentar la seva renúncia i va abandonar el conservatori el 1887.
A les memòries dels contemporanis trobem crítiques extremadament favorables sobre Davydov i la seva etapa com a director al conservatori. El període de lideratge del conservatori per K. Yu Davydov és una de les èpoques més importants de la història del desenvolupament del conservatori.
El 1905, el compositor Alexander Glazunov va ser elegit rector del Conservatori, romanent en aquest càrrec fins al 1928. Després de la Revolució d'Octubre de 1917, el Conservatori de Petrograd es va convertir en una institució estatal el 1918. Fins al 1956, el Conservatori de Leningrad incloïa la Facultat Naval. A principis del segle XXI, el Conservatori està subordinat al Ministeri de Cultura de la Federació Russa i té set facultats:
- #Piano.
- #Orquestral.
- #Vocal.
- #El director
- #Director i compositor.
- #Instruments populars.
- #Musicològic.

El conservatori va rebre el seu nom en honor de N. A. Rimsky-Korsakov, ja que el 1905 el compositor va donar suport als disturbis estudiantils i va ser destituït del seu càrrec. No obstant això, més tard va ser restaurat. Per decisió de les autoritats soviètiques, el conservatori va ser nomenat en honor al compositor.

## Edifici del conservatori
El Conservatori es troba a l'edifici del Teatre Bolxoi, reconstruït significativament l'any 1896 per l'arquitecte Vladimir Nikola, mentre que els murs i els fonaments del teatre es van incloure en el nou edifici. L'any 1912, segons el disseny de l'arquitecte Traugott Bardt, l'edifici es va ampliar i el Gran Saló es va reconstruir específicament per acollir el conservatori del Teatre Musical Dramàtic Joseph Lapitsky.
A principis de 2020, l'edifici del conservatori estava cobert amb bastides; els treballs de restauració que van començar fa uns anys no es van acabar en la data prevista per al 2019. El contracte per a la reconstrucció de l'edifici es va rescindir per iniciativa del contractista, que va citar com a motiu d'aquesta decisió la presentació inoportuna de documentació tècnica i de disseny per part del client. El progrés posterior del treball al lloc es va fer sota el control personal del viceprimer ministre de Rússia.

## Professors del conservatori
1. 1862-1867 i 1887-1891 - Anton Rubinstein
2. 1867—1871 - Nikolai Zaremba
3. 1871—1876 - Mikhail Azanchevsky
4. 1876-1887 - Karl Davydov
5. 1891—1897 - Juliy Iohansen
6. 1897-1905 - August Bernhard
7. 1905—1924 — Stanislav Gabel
8. 1905—1928 - Alexander Glazunov
9. 1930—1933 - A. I. Mashirov
10. 1935-1936 - Veniamin Bukhshtein
11. 1936-1939 - Boris Zagursky
12. 1939-1952 i 1962-1977 - Pavel Serebryakov (el 1941-1943 les funcions de rector van ser exercides per Antonina Lebedeva, el 1944 - [-11] Grigory Fesechko)
13. 1952—1962 - Yuri Bryushkov
14. 1977—1979 - Yuri Bolxiyanov
15. 1979—2002 - Vladislav Chernushenko
16. 2002—2004 - Sergey Roldugin
17. 2004—2008 - Alexander Tchaikovsky[5] (el 2008, el rector en funcions era Dmitry Chasovitin[6])
18. 2008-2011 - Sergey Stadler (fins al 2009 - rector en funcions)
19. 2011 - Dmitry Chasovitin (rector interí),
20. 2011 - Oleg Malov (rector en funcions)[7]
21. 2011—2015 — Mikhail Gantvarg
22. 2015 - present vr. — Alexey Vasiliev (2015-2016, rector en funcions), el 2016 - electe rector.[8][9]

## Departaments
| Facultat                          | Departaments |
| --------------------------------- | --- |
| Facultat de Piano                 | piano especial, orgue i clavecí; habilitats d'acompanyament; tècniques d'interpretació de piano; Curs de pedagogia i especialització de piano general (per a compositors, musicòlegs i directors) |
| Facultat d'Orquestra              | conjunt de cambra, violí i viola, violoncel, contrabaix, arpa i quartet; instruments de vent fusta; instruments de metall; instruments de percussió                                               |
| Facultat d'Instruments Populars   | instruments de corda populars; acordió de botons i acordió; conjunt, instrumentació i direcció |
| Facultat de Composició i Direcció | Especial Composició i Improvisació; orquestració i curs de composició general; direcció d'òpera i simfònica; direcció coral                                                                       |
| Facultat de Vocal                 | cant solista; cant de cambra; formació d'òpera |
| Departament de direcció           | - dirigir teatre musical - direcció de ballet (fundada per Fyodor Lopukhov el 1962) |
| Facultat de Musicologia           | Història de la Música Russa; història de la música estrangera; teoria musical; teoria i història de les formes musicals i gèneres; crítica musical; antic art del cant rus, etnomusicologia       |